# Игнатьевка (приток Мамоновки)
Игнатьевка (в Польше Омаза) — река в Польше (Варминьско-Мазурское воеводство) и России (Калининградская область). Устье реки находится в 8 км по правому берегу Мамоновки. Длина реки составляет 24 км, площадь водосборного бассейна — 44,1 км².

## Данные водного реестра
По данным государственного водного реестра России относится к Балтийскому бассейновому округу, водохозяйственный участок реки — Преголя. Относится к речному бассейну реки Неман и рекам бассейна Балтийского моря (российская часть в Калининградской области).
Код объекта в государственном водном реестре — 01010000212104300010930.